# Volcan rouge
 (juillet 2011).
Si vous disposez d'ouvrages ou d'articles de référence ou si vous connaissez des sites web de qualité traitant du thème abordé ici, merci de compléter l'article en donnant les références utiles à sa vérifiabilité et en les liant à la section « Notes et références ».

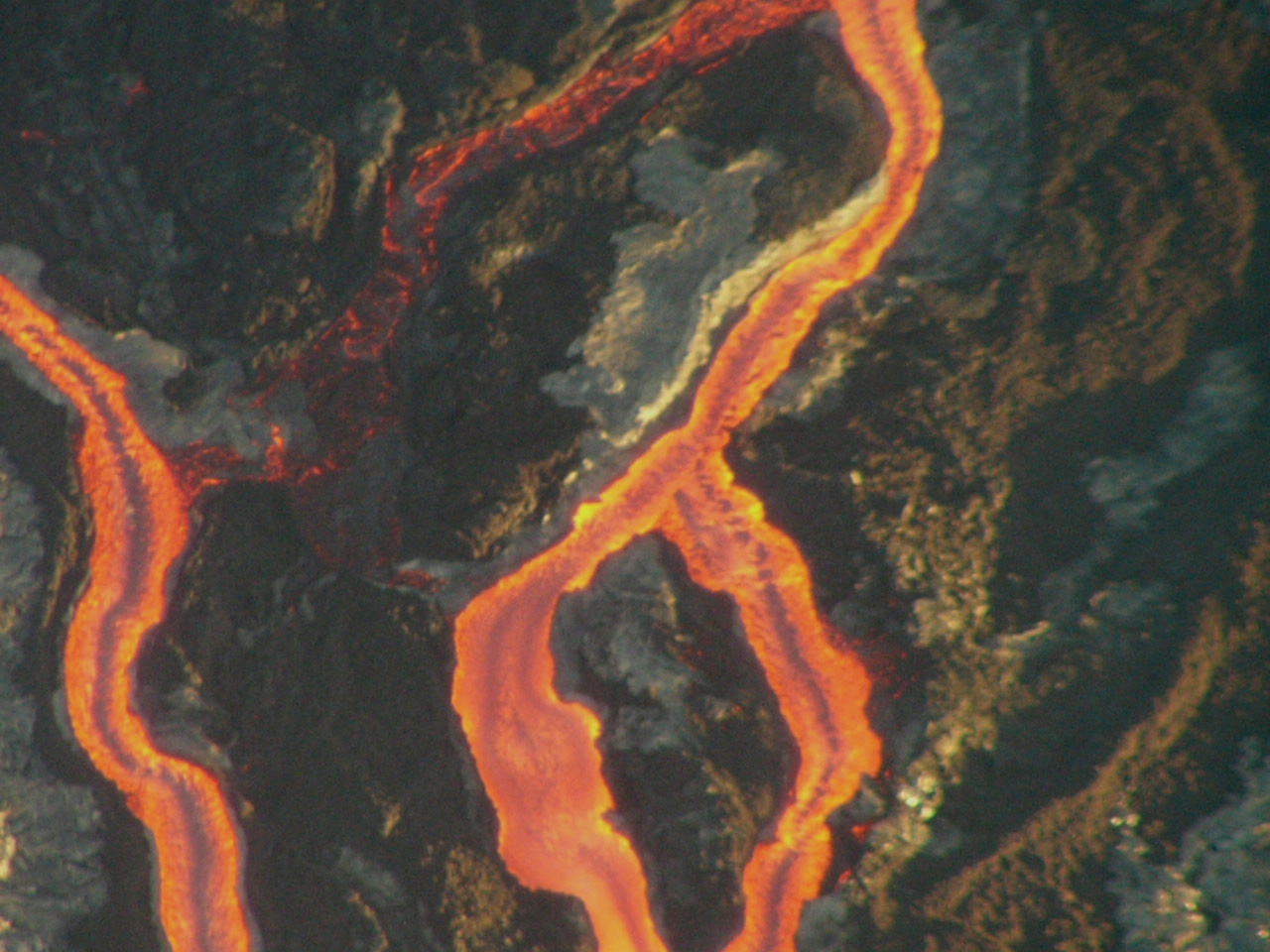
Coulées de lave basaltique dévalant les pentes du Kīlauea en décembre 2005.

Un volcan rouge est un volcan effusif émettant des laves[source insuffisante] généralement basaltiques, suffisamment fluides pour ne pas s'accumuler au point de sortie, et formant des fontaines et des coulées de lave plus ou moins longues progressant parfois à plusieurs kilomètres par heure. Les explosions sont plutôt rares sur ce type de volcan et lorsqu'elles surviennent, elles sont de faible ampleur en termes d'indice d'explosivité volcanique.
Les volcans rouges tirent leur nom de la couleur majoritairement rouge-orangée de leurs produits éruptifs (majoritairement des laves fluides) par opposition aux volcans gris qui émettent majoritairement des cendres volcaniques au cours d'éruptions explosives, la lave des volcans rouges étant d'une manière générale moins visqueuse que celle des volcans gris. Les volcans rouges produisent des modelés caractéristiques de l'émission de lave fluide tels que les tunnels de lave, les hornitos, les cheveux et larmes de Pélé, les lacs de lave, les orgues basaltiques, les fontaines de lave et les coulées de lave mais aussi les volcans en eux-mêmes qui adoptent des formes relativement aplaties telles que les volcans boucliers.
Les volcans rouges se trouvent généralement à l'aplomb de zones d'accrétion telles les dorsales océaniques comme en Islande ou les rifts continentaux comme l'Ardoukoba ou le Nyiragongo mais aussi au-dessus des points chauds comme le Kīlauea, le Piton de la Fournaise ou le mont Cameroun.
Cette classification en volcan gris ou volcan rouge constitue une simplification d'un continuum où l'on rencontre aussi des comportements intermédiaires ou changeants. Ainsi, pour ne prendre que deux des volcans les plus célèbres et surtout les plus typiques :
- toutes les éruptions d'Hekla (un volcan rouge alimenté par une fissure volcanique de la dorsale médio-atlantique) ont démarré par une explosion plinienne ou sub-plinienne émettant des tephra acides, avant de se poursuivre par une phase effusive,
- le Vésuve (un volcan gris typique assis sur la subduction Afrique-Europe et dont une des multiples éruptions pliniennes est l'origine de l'adjectif) a produit plus de laves fluides ou très fluides que d'éjecta solides au cours des deux derniers millénaires[réf. nécessaire].

### Source
- Philippe Bouysse, Les volcans : Risques et utilité, Orléans, BRGM, 1995, 64 p. (ISBN 2-7159-0817-2), p. 16-17